# 襄汾县
襄汾县是中国山西省临汾市所辖的一个县。区域总面积为1304平方公里，縣人民政府駐新城鎮。

## 历史
襄汾县系1954年由襄陵县与汾城县（1914年以前名为太平县）合并成立。

## 行政区划
襄汾县下辖7个镇、6个乡：
新城镇、赵康镇、汾城镇、南贾镇、古城镇、襄陵镇、邓庄镇、陶寺乡、永固乡、景毛乡、西贾乡、南辛店乡和大邓乡。

## 人口
根据(山西省)临汾市第七次全国人口普查公报显示：襄汾县常住人口为425553人。